# Hochfeld
Hochfeld is een wijk van de stad Duisburg in Noordrijn-Westfalen in Duitsland.
Hochfeld ligt aan de Uerdinger Linie, in het traditionele gebied van het
Nederlandstalige dialect Limburgs.
Hochfeld is een nogal arme wijk in het zuiden van de stad. Er wonen relatief veel Koerden. Tegenwoordig ook in het nieuws vanwege de toeloop van Bulgaarse en Roemeense Roma. Alleen al in Duisburg wonen een kleine 4000 Roma, waarbij zij in de wijk Hochfeld 15% van de bevolking uitmaken. Goedbetaald werk is voor deze groep nauwelijks te vinden. Buiten de slechte woonomstandigheden is ook de prostitutie in de wijk een groot probleem.
Stadtbezirke: Duisburg-Mitte · Duisburg-Süd · Hamborn · Homberg/Ruhrort/Baerl · Meiderich/Beeck · Rheinhausen · Walsum

Wijken: Aldenrade · Altstadt · Baerl · Beeck · Beeckerwerth · Bergheim · Bissingheim · Bruckhausen · Buchholz · Dellviertel · Duissern · Fahrn · Friemersheim · Großenbaum · Alt-Hamborn · Hochemmerich · Hochfeld · Hochheide · Homberg · Huckingen · Hüttenheim · Kaßlerfeld · Laar · Marxloh · Meiderich · Mündelheim · Neudorf · Neuenkamp · Neumühl · Obermarxloh · Overbruch · Rahm · Rheinhausen-Mitte · Röttgersbach · Ruhrort · Rumeln-Kaldenhausen · Ungelsheim · Alt-Walsum · Vierlinden · Wanheim-Angerhausen · Wanheimerort · Wedau · Wehofen